# 싸얌 센터

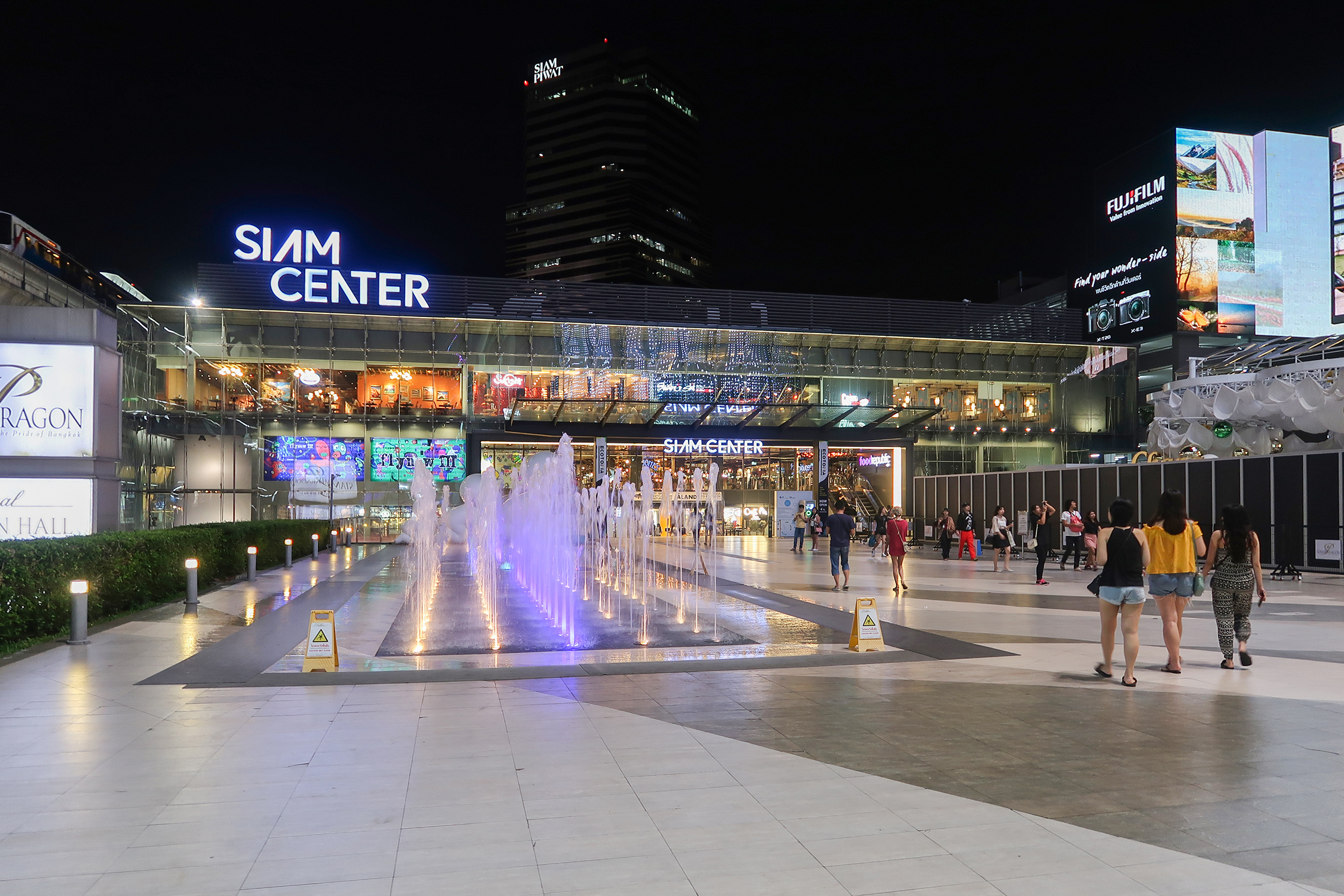
싸얌 센터

싸얌 센터(태국어: สยามเซ็นเตอร์, 영어: Siam Center)는 태국의 수도 방콕에 있는 쇼핑 센터이다.